# Цыкин, Михаил Дмитриевич
Михаил Дмитриевич Цыкин (31 августа 1922, с. Красное, Брянская губерния — 29 мая 1993, Москва) — командир звена 31-го истребительного авиационного полка 295-й истребительной авиационной дивизии 17-й воздушной армии 3-го Украинского фронта, лейтенант. Герой Советского Союза.

## Биография
Родился 31 августа 1922 года в селе Красное ныне Выгоничского района Брянской области в крестьянской семье. Член ВКП(б)/КПСС с 1944 года. Окончил 10 классов, школу ФЗУ и аэроклуб. Работал слесарем на заводе в Брянске.
В Красной Армии с 1940 года. В 1942 году Цыкин окончил Борисоглебскую военную авиационную школу пилотов. На фронтах Великой Отечественной войны с апреля 1943 года.
В начале апреля 1943 года 31-й истребительный авиационный полк вылетел на Юго-Западный фронт, где Цыкин начал свой славный боевой путь.
Командир звена 31-го истребительного авиационного полка лейтенант Михаил Цыкин к февралю 1945 года совершил 437 боевых вылетов; в 68 воздушных боях лично сбил 15 самолётов противника. За эти подвиги был представлен к званию Героя Советского Союза.
Указом Президиума Верховного Совета СССР от 18 августа 1945 года за образцовое выполнение боевых заданий командования на фронте борьбы с немецко-вражеским захватчиками и проявленные при этом мужество и героизм лейтенанту Цыкину Михаилу Дмитриевичу присвоено звание Героя Советского Союза с вручением ордена Ленина и медали «Золотая Звезда».
В воздушном бою 18 марта 1945 года был тяжело ранен, несколько месяцев провёл в госпитале. К тому моменту совершил 463 боевых вылета и провёл 75 воздушных боёв (новых побед одержать не успел).
После войны лётчик-истребитель продолжал службу в ВВС. С 1967 года полковник М. Д. Цыкин — в запасе, а затем в отставке. Жил в городе Люберцы Московской области. До ухода на заслуженный отдых работал на машиностроительном заводе. Умер 29 мая 1993 года. Похоронен в Москве на Троекуровском кладбище.
Награждён орденом Ленина, двумя орденами Красного Знамени, орденом Александра Невского, двумя орденами Отечественной войны 1-й степени, двумя орденами Красной Звезды, медалями, югославским орденом «Партизанская Звезда» 1-й степени.